# 速霸陸Traviq
速霸陸Traviq（日语：スバル・トラヴィック）為2001年至2004年間日本富士重工業仍屬美國通用汽車集團時，以歐寶Zafira為基礎、貼上速霸陸廠徽銘牌的七人座緊湊型多功能休旅車，僅限日本市場銷售。
車名「Traviq」乃是英語中「travel（旅行）」加上「quick（快速的）」的造詞，其兄弟車計有歐寶Zafira、雪佛蘭Nabira、雪佛蘭Zafira、霍頓Zafira、佛賀Zafira等車種。

## 歷史與概要
1990年代末期美國通用汽車自日產汽車購得富士重工業20%的股權，入主後者之經營權。由於2000年代初期興起多功能休旅車的風潮，富士重工業卻在這塊市場缺席，通用汽車期望以最短的時間、最少的開發資本讓前者切入這塊市場。基於集團資源共享的原則，遂以德國歐寶汽車開發的歐寶Zafira掛上速霸陸的廠徽銘牌，在通用汽車的泰國工廠生產後由通用汽車日本分公司進口，然後透過速霸陸的銷售體系販賣。當時梁瀨汽車（今梁瀨公司）引進的歐寶Zafira使用1.8L引擎，為了與該車做出區隔，速霸陸Traviq改採2.2L直列四缸DOHC L61型引擎，配備也比歐寶Zafira好。令人跌破眼鏡的是，德國製造、左駕的歐寶Zafira竟賣得比泰國製造、右駕的速霸陸Traviq更昂貴，造成前者在日本市場僅售出3,300部左右，隨即在2001年12月停售，並使得歐寶汽車退出日本市場。
Traviq的主動安全配備相當豐富，包括TCS循跡控制系統、附有EBD電子制動力分配系統功能的ABS防鎖死煞車系統、門鎖自動解除功能等；內裝方面相當實用，包含刻度盤式椅背調整的皮椅、附廣播電台功能的MD播放機等。
2003年 - 進行一些小變更，方向機柱上的方向燈和雨刷撥桿改成和右駕車一樣的配置，第二排座椅改成可調整椅背，且中間座新增三點式座位安全帶，新增電動摺疊式後照鏡，並追加1.8L引擎。翌年11月通用泰國廠停產此款車，總計在日本市場出售約1萬2千輛。

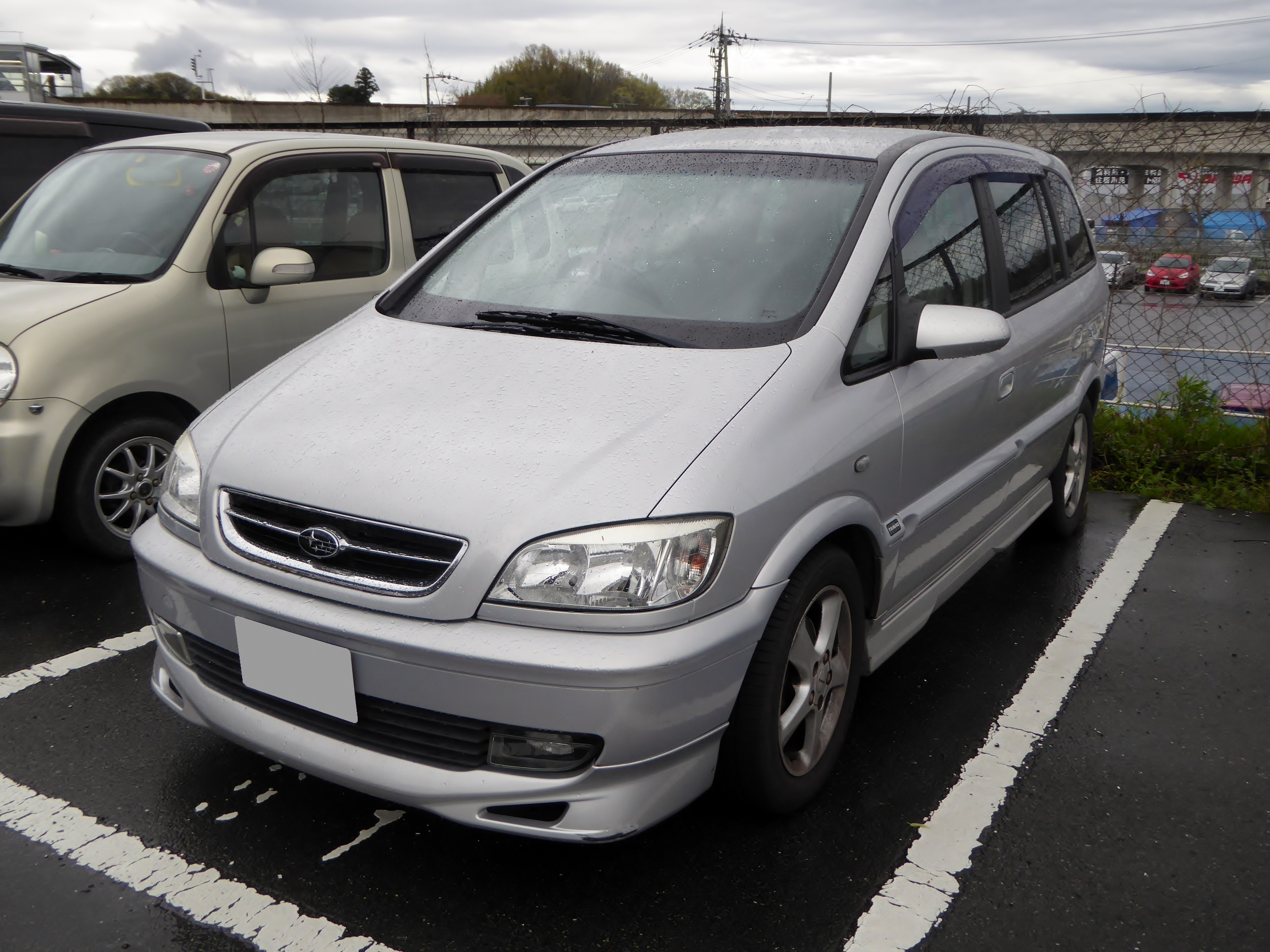
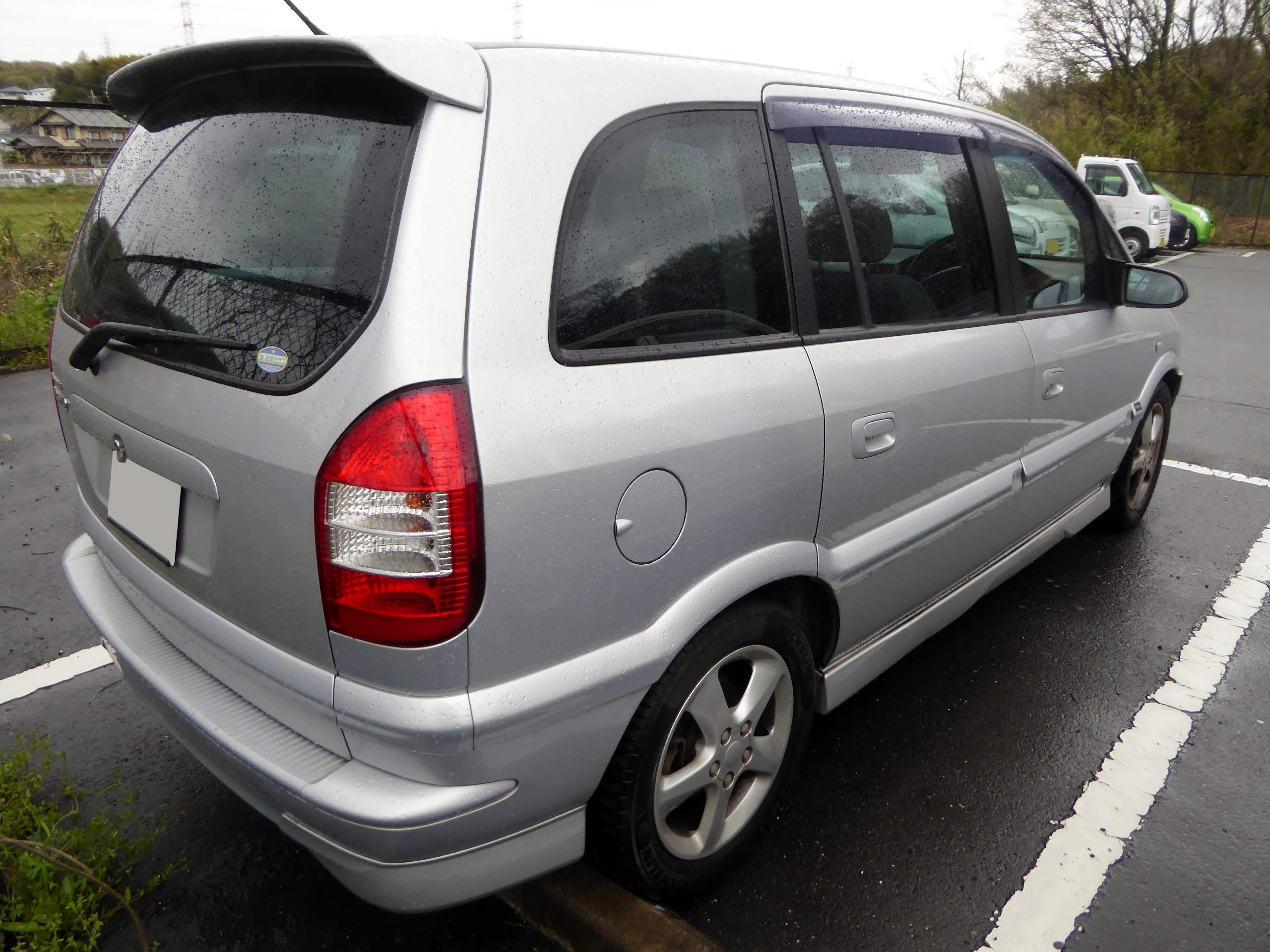
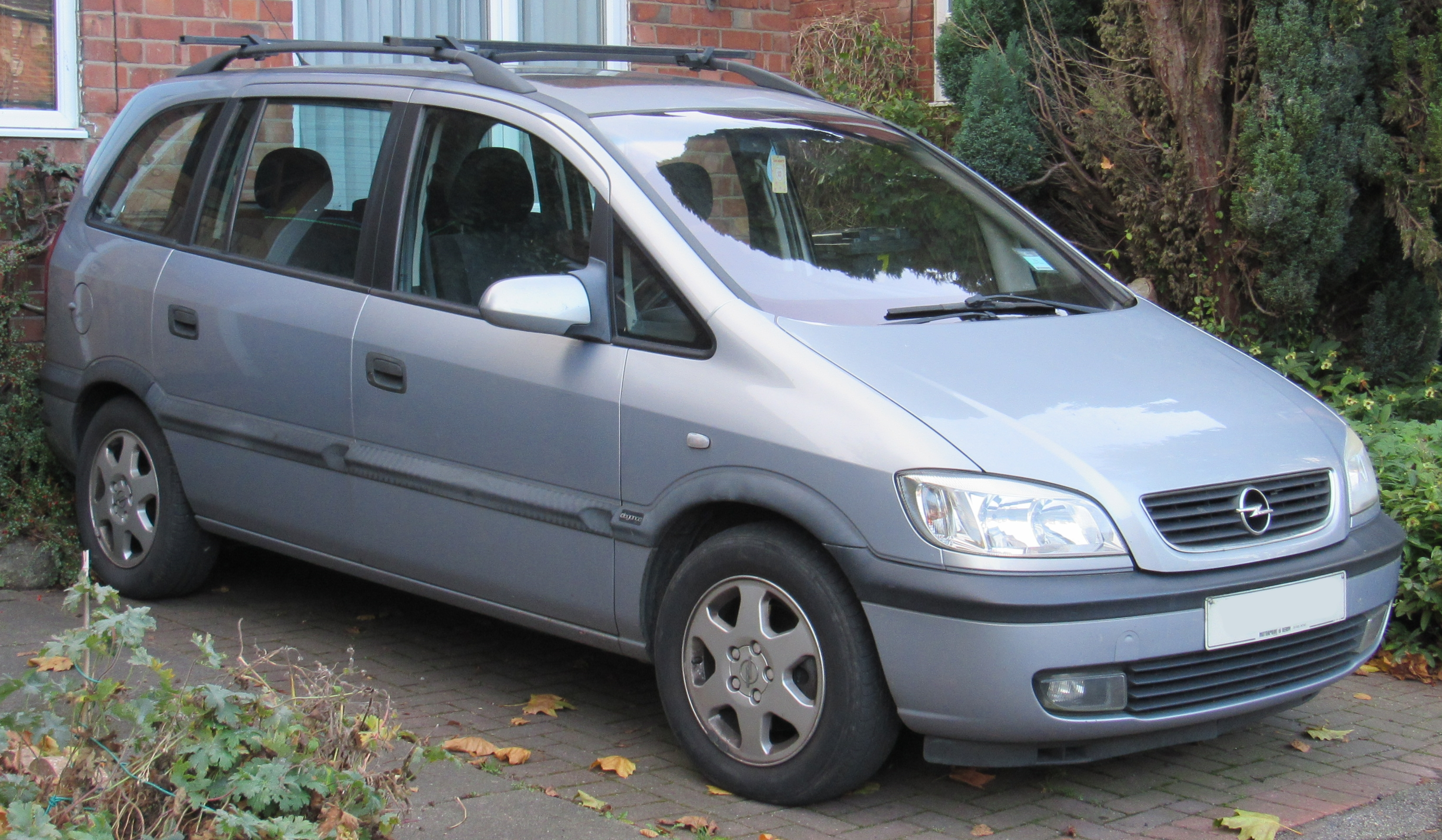
兄弟車歐寶Zafira

## 外部連結
- （英文）Carview: スバル トラヴィック試乗